# The Ritual (Album)
The Ritual (engl. für „das Ritual“) ist das fünfte Studioalbum der US-amerikanischen Thrash-Metal-Band Testament. Es erschien im Mai 1992 bei Atlantic Records. Es war das vorerst letzte Album mit Gitarrist Alex Skolnick und das letzte mit Schlagzeuger Louie Clemente. Die Band nahm auf The Ritual einen deutlichen Stilwandel vom Thrash zum Heavy Metal vor. Zum Stück Electric Crown gab es ein Musikvideo.

## Entstehungsgeschichte und Stil
Bereits etwa seit den Aufnahmen von Practice What You Preach war es zwischen Alex Skolnick und dem Rest der Band zunehmend zu Differenzen über die musikalische Ausrichtung gekommen. Skolnick, der selbst keinen Metal mehr hörte und spielen wollte, sondern sich etwa mit Jazz oder der Musik von Joe Satriani und Jeff Beck beschäftigte, drängte zunehmend auf einen Wandel weg vom Thrash und in softere Gefilde. Nach dem Album Souls of Black, das auch verkaufstechnisch keinen Schritt nach vorne bedeutete, ging Skolnick mit Stuart Hamm auf Tour, während Eric Peterson und Chuck Billy sich dem Songwriting für die neue Platte widmeten. Als Skolnick nach der Tournee hinzustieß, weigerte er sich, das geschriebene Material in dieser Form zu spielen und veranlasste die Band zu erheblichen Änderungen. Die Band stand vor der Wahl, Skolnick zu entlassen oder die Stücke zu verändern und entschied sich für letzteres. Bereits im Herbst 1992, nach einer erfolgreichen US-Tour gemeinsam mit Corrosion of Conformity im Vorprogramm von Iron Maiden, bei der die Band zwischen 7.000 und 12.000 Zuschauer hatte, deutete sich die Trennung an, die dann wenig später auf Wunsch Skolnicks vollzogen wurde. Skolnick gründete daraufhin ein Soloprojekt und spielte etwa für Michael Manring oder Savatage.
Bereits vor den Aufnahmen zu The Ritual war die Band endgültig zu Atlantic Records gewechselt, nachdem der Vertriebsvertrag dieser Firma mit dem kleinen Thrash-Label Megaforce Records, das Testament zuvor unter Vertrag hatte, ausgelaufen war. Atlantic besaß eine Option, fünf Bands von Megaforce mitzunehmen, unter anderem entschied man sich für Testament. Die Band äußerte sich unzufrieden über diese Tatsache und die Promotion für das Album. Für The Ritual wurden der Brite Tony Platt als Produzent und als Toningenieur Nigel Green ausgewählt, letzterer hatte bereits für Def Leppard, Mike Oldfield oder Bryan Adams gearbeitet. Die Band tat dies, um von einem Metallica-ähnlichen Klang, mit dem sie zuvor häufig verglichen wurde, wegzukommen. Ziel war es, eher „wie die alten Sabbath“ zu klingen. Testament zeigten sich auch mit der Produktion zufrieden und bescheinigten Platt trotz kleinerer Auseinandersetzungen „gute Arbeit“. Dennoch wurde das Resultat gerade in der Folge von Metallicas Black Album erneut mit der Band verglichen. Zum Stilwandel sagte Chuck Billy damals:

„Was wir machen, ist nicht ganz exakt Thrash, aber unsere Thrash-Wurzeln sind in der Musik immer noch vorhanden.“

Später sagte Chuck Billy, Skolnicks Eingreifen habe die ursprünglich geschaffene Dynamik gebrochen. Auch die Plattenfirma habe mit ihrer Suche nach „der nächsten Single“, „dem nächsten Video“, dazu beigetragen. Eric Peterson bezeichnete The Ritual als „gute Platte“, nannte sie aber auch einen „großen Kompromiss“:

„The whole record was just a big compromise.“

## Texte
Bei den Texten arbeitete Chuck Billy erstmals mit einem externen Songschreiber zusammen. Del James, ein Freund von Billy, hatte bereits für Guns N’ Roses gearbeitet. Billy zufolge habe dieser „Geschichten“ aus den vorherigen „Ansammlungen von Worten“ gemacht. Die Texte seien „in kritischem Ton“ gehalten, ohne Urteile zu fällen. Das Titelstück handelt vom Älterwerden, von Dingen, die man täglich tut. Agony handelt von Kriegsgefangenen, Let Go of My World von Menschen, die alles glauben, was in der Zeitung steht.

## Rezeption
Obwohl Götz Kühnemund vom Rock Hard darauf hinwies, dass The Ritual die „Fans der ersten Stunde“ wohl enttäuschen würde und auch Chuck Billys stellenweise „etwas zu kraftlosen“ Gesang kritisierte, gab er dem Album dennoch acht von zehn Punkten. „Klar strukturierte Songs mit griffigen Melodien“ würden besonders von Skolnicks Gitarrenarbeit „aus dem Mittelmaß“ herausgehoben. Kühnemunds Kollege Michael Rensen beschreibt die „kreativen Differenzen“ in der Band als fruchtbar und nennt die Platte „ein wunderbar vielseitiges, trotz aller Meinungsverschiedenheiten sehr homogen klingendes Album“.
Auch auf metal-observer.com wird The Ritual als „ein wirklich gutes Album“ beschrieben, das nur den „Fehler“ habe, nicht so zu klingen, „wie Testament eigentlich klingen“. metal-crypt.com nennt die Platte einen „unterbewerteten Diamanten“, vier von fünf Punkten wurden vergeben. Bei allmusic wurde The Ritual als „Mikrokosmos“ der damaligen Thrash-Szene bezeichnet. Das uncharakteristischste Stück, die Ballade Return to Serenity, sei „ironischerweise“ das beste der Platte. Hier lautet die Wertung 4,5 von fünf Sternen.

## Titelliste
1. Signs of Chaos – 0:30 (Intro, Musik: Skolnick)
2. Electric Crown – 5:31 (Musik: Skolnick, Peterson. Text: Billy, Skolnick)
3. So Many Lies – 6:04 (Musik: Skolnick, Peterson. Text: Billy, Peterson, James)
4. Let Go of My World – 3:45 (Musik: Peterson. Text: Billy, James)
5. The Ritual – 7:34 (Musik: Peterson, Skolnick. Text: Billy, Peterson, Skolnick, James)
6. Deadline – 4:47 (Musik: Skolnick. Text: Skolnick, Billy)
7. As the Seasons Grey – 6:16 (Musik: Peterson, Skolnick. Text: Billy, James)
8. Agony – 4:07 (Musik: Peterson. Text: Billy, James)
9. The Sermon – 4:48 (Musik: Peterson. Text: Billy, James)
10. Return to Serenity – 6:25 (Musik: Peterson. Text: Billy, Peterson, James)
11. Troubled Dreams – 5:14 (Musik: Peterson, Skolnick. Text: Billy, Peterson, James)